# James Hodge
James Hodge (ur. 5 lipca 1891, zm. 2 września 1970) – szkocki piłkarz, który występował na pozycji obrońcy.

## Kariera klubowa
Karierę w rozpoczął w Stenhousemuir, skąd w maju 1910 przeszedł do Manchesteru United, w którym zadebiutował 17 kwietnia 1911 w spotkaniu przeciwko The Wednesday. W mistrzowskim dla United sezonie 1910/1911 zagrał w dwóch meczach. Podczas I wojny światowej służył w Armii Brytyjskiej. W pierwszym po zakończeniu wojny sezonie 1919/1920 wystąpił w 16 meczach i zdobył dwie bramki, które były jego jedynymi podczas pobytu na Old Trafford.
W lecie 1920 przeszedł do Millwall Athletic za 1500 funtów. Rok później został zawodnikiem Norwich City, zaś w 1923 do Southend United, w którym zakończył piłkarską karierę.